# Lineární diferenciální rovnice s konstantními koeficienty
Obyčejná lineární diferenciální rovnice n-tého řádu s konstantními koeficienty, krátce lineární diferenciální rovnice s konstantními koeficienty je důležitým typem diferenciálních rovnic, které lze explicitně vyřešit. Obecně má tvar:
{\displaystyle a_{n}y^{(n)}+a_{n-1}y^{(n-1)}+\cdots +a_{1}y'+a_{0}y=g(x)}
kde 
- {\displaystyle a_{0},a_{1},\ldots a_{n}} jsou konstanty; aby rovnice byla skutečně n-tého řádu, musí být {\displaystyle a_{n}\neq 0} (a bez újmy na obecnosti můžeme předpokládat, že {\displaystyle a_{n}=1})
- {\displaystyle x} je nezávislá proměnná,
- {\displaystyle y} je neznámá funkce proměnné {\displaystyle x}, tj. {\displaystyle y=y(x)},
- {\displaystyle y',y'',\ldots y^{(n-1)},y^{(n)}} jsou derivace funkce {\displaystyle y} až do řádu {\displaystyle n}
- {\displaystyle g(x)} je libovolná funkce proměnné {\displaystyle x}.

## Postup řešení
Při řešení lineární diferenciální rovnice s konstantními koeficienty se nejdříve řeší přidružená homogenní rovnice, v níž je {\displaystyle g(x)} nahrazeno nulou; její obecné řešení označíme {\displaystyle y_{h}}. Pak je nutné nalézt alespoň jedno partikulární řešení {\displaystyle y_{p}} původní rovnice. K tomu je možné použít metodu variace konstant nebo řešení odhadnout podle tvaru funkce {\displaystyle g(x)}. Obecné řešení původní nehomogenní rovnice je pak součet
{\displaystyle y=y_{h}+y_{p}}.

### Homogenní rovnice
Homogenní rovnice n-tého řádu má tvar:
{\displaystyle a_{n}y^{(n)}+a_{n-1}y^{(n-1)}+\cdots +a_{1}y'+a_{0}y=0}
Důležitou charakteristikou takovéto rovnice je charakteristická rovnice:
{\displaystyle a_{n}\lambda ^{n}+a_{n-1}\lambda ^{n-1}+\cdots +a_{1}\lambda +a_{0}=0}
V případě, že má polynom jen jednoduché kořeny {\displaystyle \lambda _{1},\lambda _{2},\cdots ,\lambda _{n}}, je obecným řešením rovnice:
{\displaystyle y=C_{1}e^{\lambda _{1}x}+C_{2}e^{\lambda _{2}x}+\cdots +C_{n}e^{\lambda {n}x}}
V případě, že má kořen {\displaystyle \lambda _{i}} násobnost k, pak je zřejmé, že uvedené řešení by neobsahovalo dostatečný počet integračních konstant. V tom případě využijeme skutečnosti, že rovnici řeší i tyto lineárně nezávislé funkce:
{\displaystyle e^{\lambda _{i}x},xe^{\lambda _{i}x},x^{2}e^{\lambda _{i}x},\cdots ,x^{k-1}e^{\lambda _{i}x}}
které ke k-násobnému kořenu poskytují právě k lineárně nezávislých řešení. Obecné řešení (obecný integrál) je pak lineární kombinace uvedených funkcí, pro všechny kořeny s libovolnou násobností. Protože je součet násobností všech kořenů roven n, má výsledné řešení n integračních konstant.